# Mendoncia retusa
Mendoncia retusa är en akantusväxtart som beskrevs av William Bertram Turrill. Mendoncia retusa ingår i släktet Mendoncia och familjen akantusväxter. Inga underarter finns listade i Catalogue of Life.